# Madaozhen (ort i Kina, Shaanxi, lat 33,43, long 106,99)
Madaozhen är en ort i Kina. Den ligger i provinsen Shaanxi, i den nordvästra delen av landet, omkring 200 kilometer sydväst om provinshuvudstaden Xi'an. Antalet invånare är 5 094. Befolkningen består av 2 395 kvinnor och 2 699 män. Barn under 15 år utgör 12,0 %, vuxna 15-64 år 74 %, och äldre över 65 år 12,0 %.
Runt Madaozhen är det mycket tätbefolkat, med 1 056 invånare per kvadratkilometer. Närmaste större samhälle är Wuguanyi, 14,0 km norr om Madaozhen. I omgivningarna runt Madaozhen växer i huvudsak blandskog.
Genomsnittlig årsnederbörd är 1 044 millimeter. Den regnigaste månaden är juli, med i genomsnitt 226 mm nederbörd, och den torraste är december, med 2 mm nederbörd.